# Rosasita
La rosasita es un mineral de la clase de los minerales carbonatos y nitratos, y dentro de esta pertenece al llamado “grupo de la rosasita”. Fue descubierta en 1908 en la mina "Rosas" del municipio de Narcao, en el sur de la isla de Cerdeña (Italia), siendo nombrada así por el nombre de dicha mina. Un sinónimo poco usado es el de parauricalcita-I.

## Características químicas
Es un carbonato hidroxilado y anhidro de cobre y cinc, en proporción aproximada 3:2. El grupo de la rosasita en que se encuadra son los carbonatos hidroxilados con metales.
Además de los elementos de su fórmula, suele llevar como impurezas: hierro y magnesio.

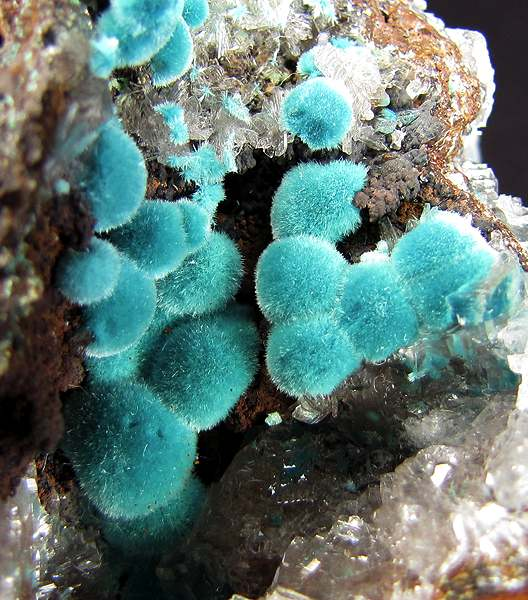
Variedad esferulítica.

## Formación y yacimientos
De aparición rara, se forma como mineral secundario en la zona de oxidación de los yacimientos de cinc-cobre, típicamente formado por el paso a través de fracturas de soluciones conteniendo iones de cinc entre minerales primarios del cobre. También puede ser de origen post-explotación minera, formándose sobre las paredes de la mina de cobre.
Suele encontrarse asociado a otros minerales como: malaquita, auricalcita, smithsonita, cerusita, hidrocincita, hemimorfita, siderita, greenockita o brochantita.

## Usos
Por su belleza y rareza es muy apreciado por los coleccionistas. Puede ser extraído junto a los minerales con los que está y ser usado como mena del cinc y cobre.